# Мови Сан-Марино
Офіційною мовою Сан-Марино є італійська мова. Нею володіють 100% населення. Тимчасом як 83% жителів Сан-Марино є білінгвами і розмовляють ще й емільяно-романьйольською мовою, оскільки ця держава межує з провінцією Емілія-Романья в Італії.